# Asceua septemmaculata
Asceua septemmaculata är en spindelart som först beskrevs av Simon 1893.  Asceua septemmaculata ingår i släktet Asceua och familjen Zodariidae.
Artens utbredningsområde är Kambodja. Inga underarter finns listade i Catalogue of Life.